# Giffaumont-Champaubert
Giffaumont-Champaubert är en kommun i departementet Marne i regionen Grand Est (tidigare regionen Champagne-Ardenne) i nordöstra Frankrike. Kommunen ligger i kantonen Saint-Remy-en-Bouzemont-Saint-Genest-et-Isson som tillhör arrondissementet Vitry-le-François. År 2022 hade Giffaumont-Champaubert 286 invånare.

## Befolkningsutveckling
Antalet invånare i kommunen Giffaumont-Champaubert
| Referens: INSEE |